# Van Jacobson
Van Jacobson (1950) è un ingegnere statunitense.
È stato direttore del Network Research Group dell'Università di Berkeley, Chief Scientist in Cisco Systems, Chief Scientist in Packet Design. Attualmente è Research Fellow nel Palo Alto Research Center (PARC).
È noto principalmente per l'ideazione dell'algoritmo, che porta il suo nome, usato per calcolare il timer di ritrasmissione nel protocollo TCP. È anche l'inventore dell'algoritmo di compressione dell'intestazione TCP/IP descritto in RFC 1144.
Inoltre è coautore di numerosi strumenti di diagnostica di rete, tra i quali traceroute e tcpdump.
Per il suo lavoro ha ricevuto alcuni prestigiosi riconoscimenti.
- 2001 ACM SIGCOMM Award
- 2003 IEEE Koji Kobayashi Computers and Communications Award
- 2006 elezione nella United States National Academy of Engineering